# Springfield (Dakota del Sur)
Springfield es una ciudad ubicada en el condado de Bon Homme en el estado estadounidense de Dakota del Sur. En el Censo de 2010 tenía una población de 1989 habitantes y una densidad poblacional de 758,1 personas por km².

## Geografía
Springfield se encuentra ubicada en las coordenadas 42°51′45″N 97°53′47″O / 42.86250, -97.89639. Según la Oficina del Censo de los Estados Unidos, Springfield tiene una superficie total de 2,62 km², de la cual 2,62 km² corresponden a tierra firme y (0 %) 0 km² es agua.

## Demografía
Según el censo de 2010, había 1989 personas residiendo en Springfield. La densidad de población era de 758,1 hab./km². De los 1989 habitantes, Springfield estaba compuesto por el 70 74 % blancos, el 2,87 % eran afroamericanos, el 23 28 % eran amerindios, el 0 1 % eran asiáticos, el 0% eran isleños del Pacífico, el 0 6 % eran de otras razas y el 2 41 % pertenecían a dos o más razas. Del total de la población el 3 72 % eran hispanos o latinos de cualquier raza.